# 膜连铁角蕨
膜连铁角蕨（学名：Asplenium tenerum）为铁角蕨科铁角蕨属下的一个种。

## 扩展阅读
- 維基物種上的相關：膜连铁角蕨